# Zhengning
Der Kreis Zhengning (chinesisch 正宁县, Pinyin Zhèngníng Xiàn) ist ein Kreis der bezirksfreien Stadt Qingyang in der chinesischen Provinz Gansu. Die Fläche beträgt 1.314 Quadratkilometer. Die Einwohnerzahl verringerte sich in den letzten Jahren von 206.019 (im November 2000) und 180.909 (im November 2010) auf 173.243 (im November 2020).
Die Zhao-Steinbögen in Luochuan (Luochuan Zhao shi shifang 罗川赵氏石坊) stehen seit 2006 auf der Liste der Denkmäler der Volksrepublik China (6-801).